# Schönbrunn (Schiff)
Die Schönbrunn ist ein Schaufelraddampfer, der auf der Donau ab Linz verkehrt. Einst das Paradeschiff der Ersten Donau-Dampfschiffahrts-Gesellschaft, wurde sie von der Österreichischen Gesellschaft für Eisenbahngeschichte gerettet und befährt die Donau nur noch für Sonderfahrten. Das Dampfschiff liegt in der Regel am Ponton in Linz-Urfahr.

## Geschichte
Die Schönbrunn entstammte einer Serie von drei Eildampfern, welche die DDSG auf der hauseigenen Schiffswerft Óbuda für den Einsatz auf der Linie Wien – Budapest 1911/12 baute. Sie hatte zwei Schwesterschiffe, die Budapest und die Wien. Die Wien sank 1936 nach einer Kollision mit dem Pfeiler der Wiener Reichsbrücke, die Budapest wurde 1968 außer Dienst gestellt. Bei ihrer Indienststellung machten die drei Schiffe aufgrund ihrer Ausstattung, der Leistung und der durch den geringen Tiefgang bedingten hohen Geschwindigkeit viel Furore. Im Maschinenraum erinnern noch eine zweisprachige Anschriften (deutsch und ungarisch) noch an den originalen Zustand, auch die Maschinentelegrafen waren ursprünglich zweisprachig beschriftet.
In den beiden Weltkriegen fand die Schönbrunn als Lazarett-Schiff Verwendung und führte als solches Kranken- und auch Truppentransporte auf der Donau durch.
1954 erfolgte die erste Modernisierung des Schiffes in der Schiffswerft Linz. Dabei wurde der gesamte Aufbau oberhalb des Rumpfes erneuert und aus Aluminium gefertigt (vorher Holz und Stahl). Weiters wurde die Kesselanlage erneuert und die Feuerung von Kohle- auf Schwerölfeuerung umgestellt.
1976 wurden während einer kleineren Renovierung Dieselgeneratoren eingebaut (vorher war eine Dampfturbine vorhanden).
Das Schiff wurde nach der Außerdienststellung vom DDSG-Linienverkehr ab 1985/1986 zunächst für Sonderfahrten verwendet. Später wurde es nach Budapest überstellt, wo es als schwimmendes Casino diente – dort wurden die schönen Jugendstilsalons komplett zerstört. Wieder zurück in Österreich diente es ein Jahr lang als Ausstellungsschiff bei der „Donauwelt Engelhartszell“, bevor es 1995 um den Symbolpreis von einem Schilling an die ÖGEG verkauft wurde. Die ÖGEG setzte das nicht mehr fahrfähige Schiff unter Einsatz unentgeltlich tätiger Freiwilliger instand und Ende 2000 konnten die ersten Probefahrten unternommen werden.
In den Wintern 2003/2004 und 2004/2005 wurde von der ÖGEG in Eigenregie die gesamte Kesselanlage in Zusammenarbeit mit dem TÜV und der Hilfe von Sponsoren vollständig überholt. Im Winter 2005/2006 wurde das Unterschiff überholt und der Einbau eines Echolots vorbereitet. Zwischen 2006 und 2007 wurde die Radaranlage erneuert. Seitdem besitzt die Schönbrunn ein Tagsichtradar zur Navigation bei Nebel. Im Winter 2007/2008 erfolgte eine Revision am Hochdruckzylinder, bei der einige Verschleißteile getauscht wurden.
Am 22. Juli 2009 wurde die Schönbrunn bei einem missglückten Wendemanöver des Passagierschiffes Avalon Tranquility in Linz schwer beschädigt, so dass sie für die laufende Saison 2009 ausfiel. Im Herbst und Winter 2009/10 wurde die Schönbrunn in der Schiffswerft Linz instand gesetzt, um zum Saisonstart 2010 wieder planmäßig eingesetzt zu werden. Zum 100. Jubiläum 2012 wurden mehrere Sonderfahrten durchgeführt, unter anderem nach Budapest, wo das Schiff 1912 gebaut wurde.
Bei der traditionellen Sonnwendfahrt in der Wachau kollidierte die MS Austria am 19. Juni 2016 mit der Schönbrunn, welche am Heck leicht beschädigt wurde. Ein technisches Gebrechen des Dampfers wurde dementiert.
Während der COVID-19-Pandemie fielen sämtliche Fahrten des Schiffes aus, die Zeit wurde für umfangreiche Reparaturen genutzt. So wurde im Jahr 2020 die originale zweizylindrige Dampf-Rudermaschine (hergestellt von der Maschinenfabrik Übigau im Jahr 1912) instand gesetzt. 2020/2021 wurden neue Rauch- und Ankerrohre in die Kessel eingebaut und die revidierte Kesselanlage im Mai 2021 vom TÜV abgenommen, parallel dazu wurde der Bodenbelag am Außendeck und der Anstrich der vorderen Salons erneuert.

## Technik

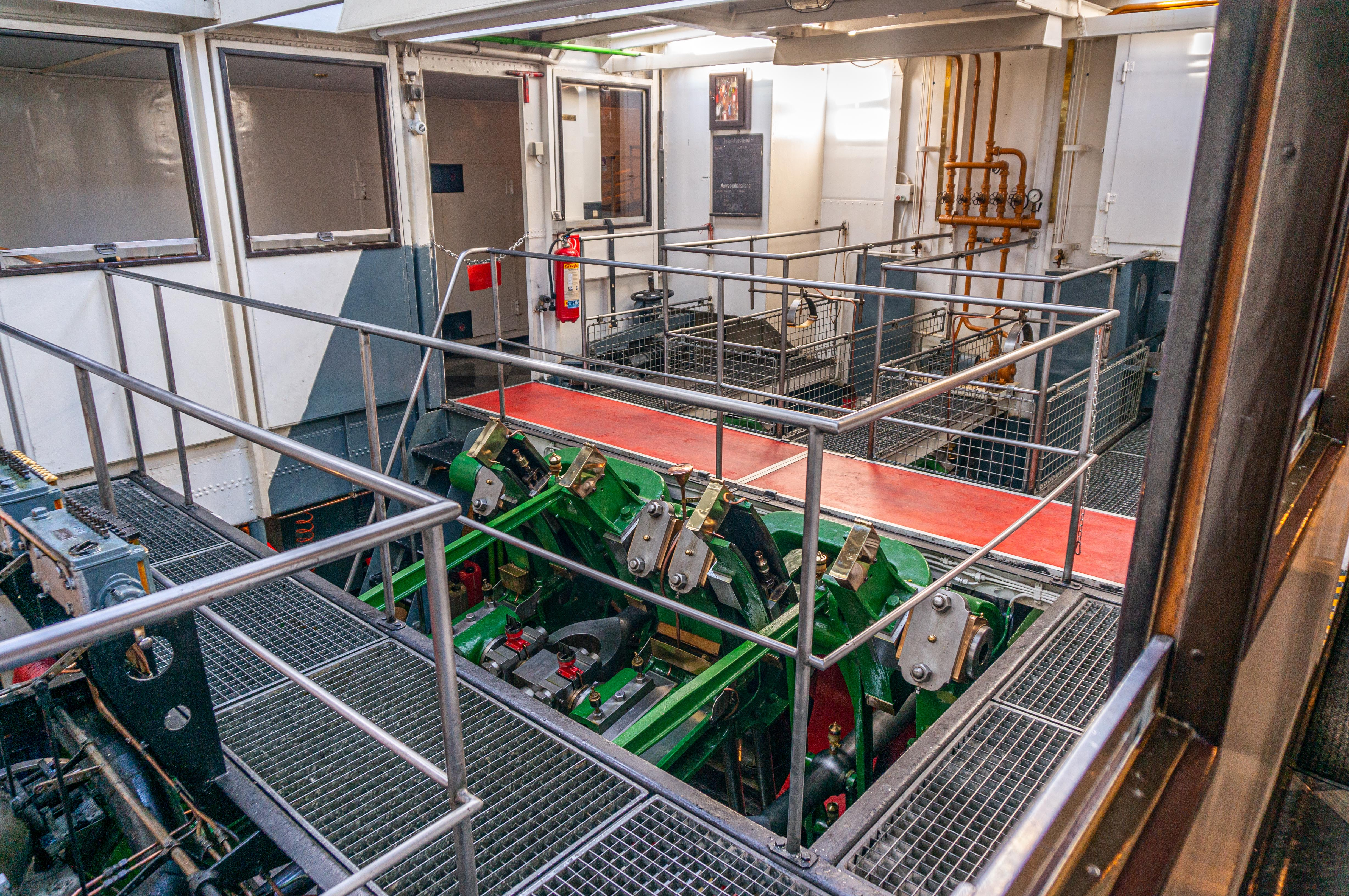
Blick in den Maschinenraum, mittig die Kulissen der Joy-Steuerung

Die Schönbrunn wird von der liebevoll „LISL“ genannten, originalen schrägliegenden Zweizylinder-Heissdampf-Verbunddampfmaschine von 1912 angetrieben. Sie besitzt sowohl Flachschieber (Niederdruckzylinder) als auch Kolbenschieber (Hochdruckzylinder) und eine Steuerung System Joy. Die beiden Zylinder haben 700 bzw. 1.230 mm Durchmesser und jeweils 1.200 mm Kolbenhub. Bei 48,5 Umdrehungen pro Minute beträgt ihre Maschinenleistung regulär 710 PSe, je nach zur Verfügung stehender Dampfmenge kann die „LISL“ jedoch kurzzeitig auf bis zu 1250 PSe forciert werden.
Der Dampf kommt aus zwei schwerölbefeuerten Flammrohrkesseln mit je zwei Brennern, die 1954 von der Österreichischen Schiffswerften AG in Linz bei der Umrüstung von Kohlefeuerung auf Schwerölbetrieb eingebaut wurden. Die Kessel arbeiten mit einem Betriebsdruck von 10,5 bar, die Dampftemperatur beträgt 350 Grad.
Von der Kurbelwelle werden über Exzenter die Luftpumpe, zwei Kesselspeisepumpen sowie je eine Lenzpumpe und Nutzwasserpumpe angetrieben.
Die beiden Schaufelräder mit einem Durchmesser von 4020 mm haben je 8 Stück 3150 mm × 750 mm große gewölbte Schaufeln, die durch einen Exzenter so eingestellt werden, dass jeweils die drei eintauchenden Schaufeln senkrecht zur Wasseroberfläche stehen (Patenträder nach Morgan–Galloway).

## Briefmarke
2008 erschien (ANK Nr. 2799) zum Tag der Briefmarke die Aufschlagsmarke (265 + 130 Cent) „Schaufelraddampfer Schönbrunn“, gezeichnet „A. Tuma“.

## Bildergalerie

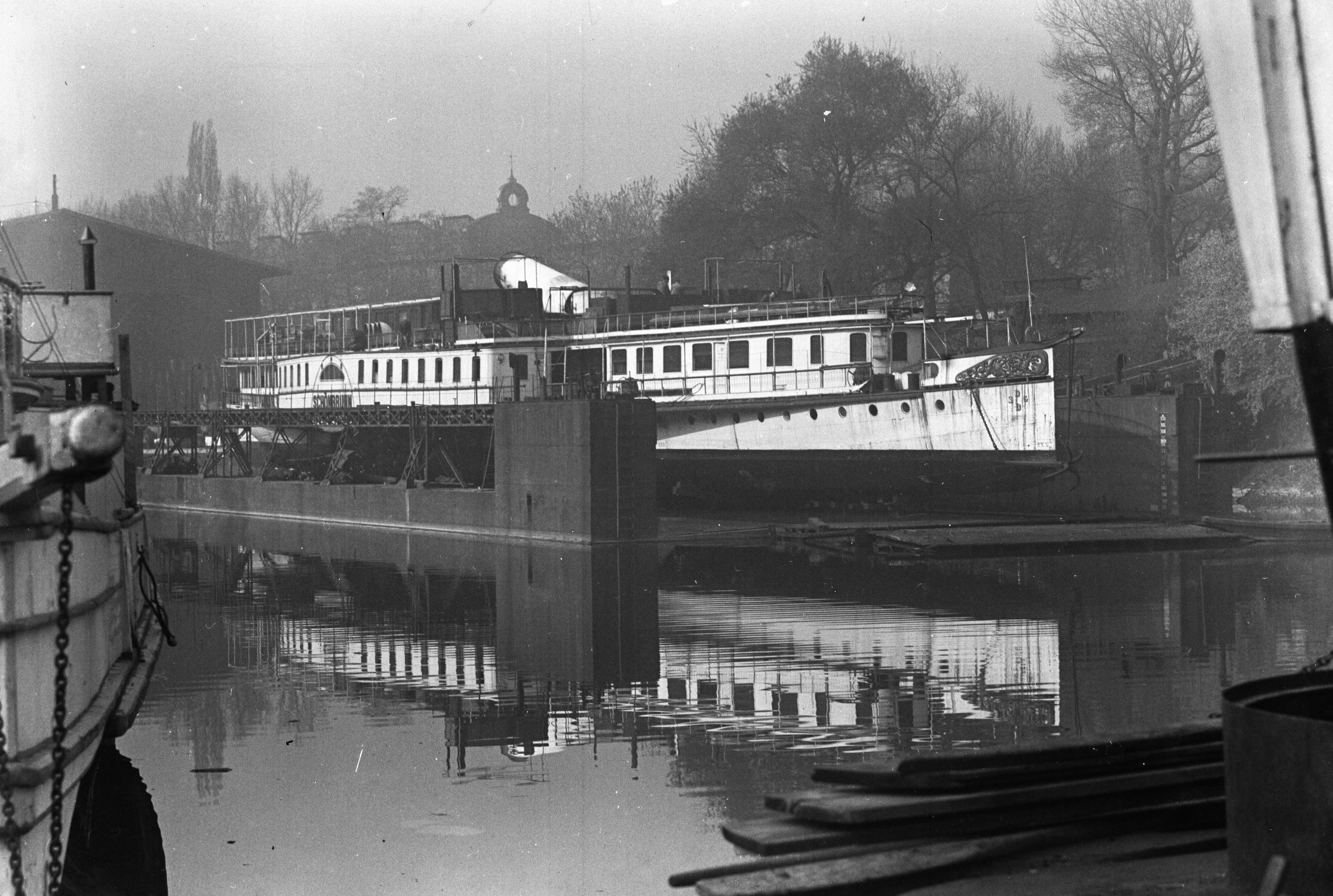
Die Schönbrunn im Urzustand im Schwimmdock der Schiffswerft Óbuda (1938)
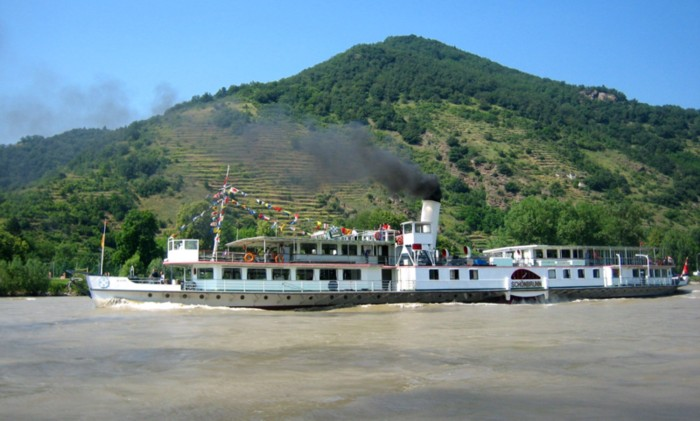
Die Schönbrunn in voller Faht in der Wachau
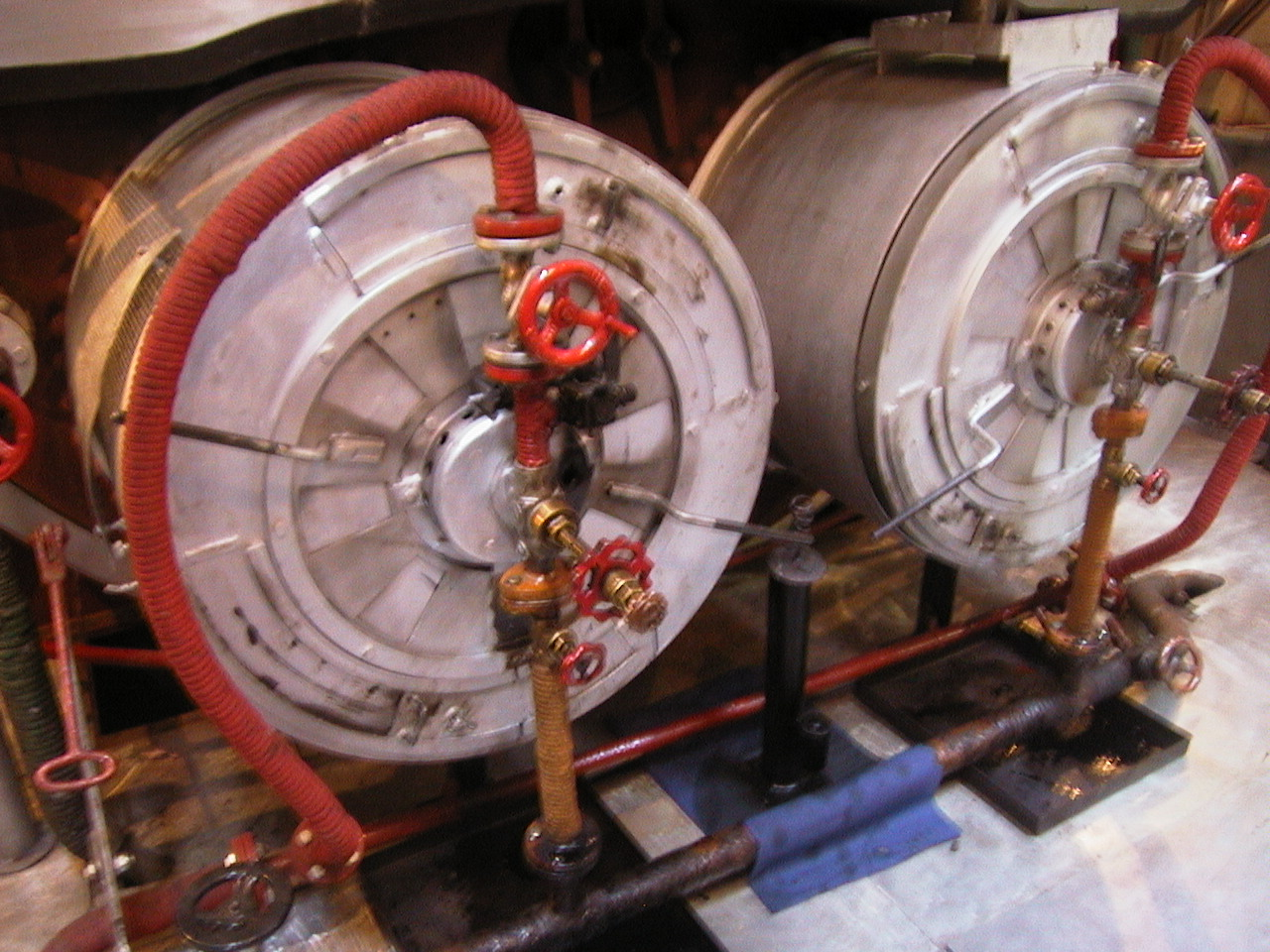
Ölbrenner der Schiffskessel, 1954 von der ÖSWAG eingebaut
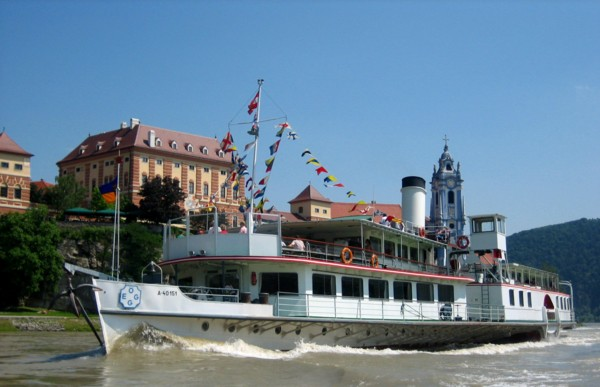
Vor Dürnstein bergwärts fahrend
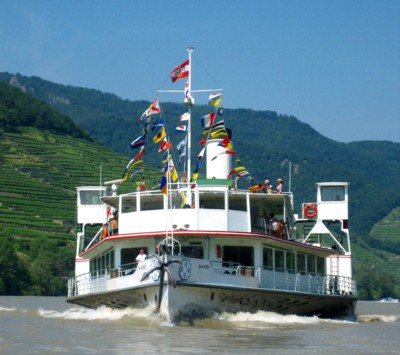
Bugansicht der Schönbrunn
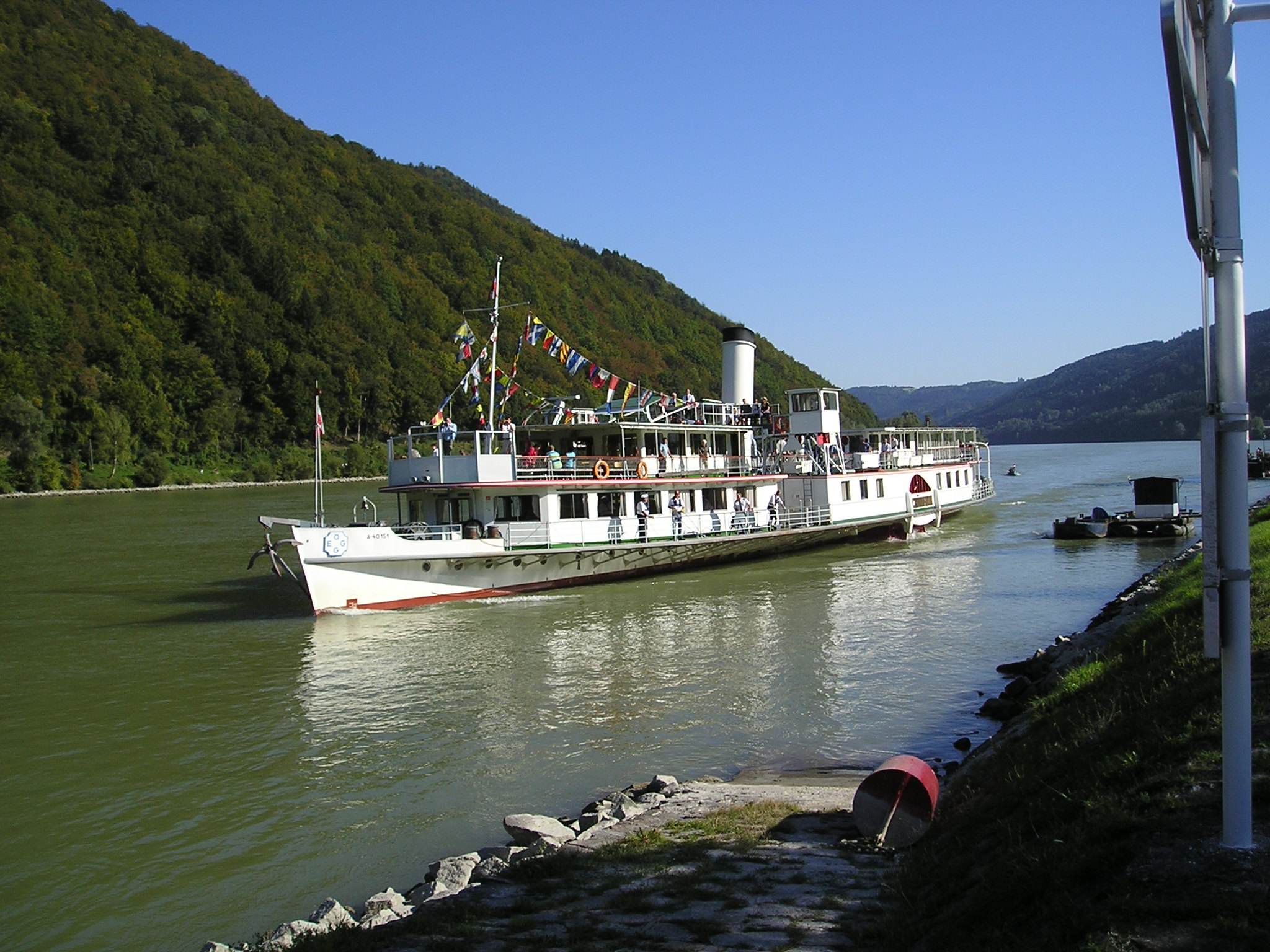
In Engelhartszell einlaufend (2006)

## Film
- Jonathan Vaughan: Donau-Dampfschiffahrts-Gesellschaft – Habsburgs Wiener Flotte. ORF, 2020, 45 Min.  (mit Aufnahmen der Schönbrunn)